# Martes 13 (programa de televisión)
Martes 13 fue un programa estelar de televisión que fue transmitido de 1983 a 1995 por el Canal 13 de la Universidad Católica de Chile, siendo el show emblema de los años 80 de la televisión chilena y parte de los años 90.

## Historia
El programa tiene su origen en el estelar Raquel y César presentan... que iniciara en 1982 y que finalizaría transmisiones aproximadamente en marzo de 1983. En su reemplazo fue lanzado, el martes 7 de junio de 1983, un programa especial de música denominado Martes 13, teniendo como su equipo fijo a Gonzalo Bertrán como director, Camilo Fernández como productor musical, Ítalo Passalacqua como editor de contenidos y reportajes, y Miguel Zabaleta como director de la orquesta, además de César Antonio Santis como conductor del mismo, lo cual en 1985 lo acompañara María Paulina Rojas segunda Miss Mundo Chile 1984 y en 1986 y 1987 también como modelo del programa, Josefa Isensee (ganadora de Miss Chile 1983 y representante de dicho país en Miss Universo 1983). 
El programa de inmediato se colocó en el gusto de la audiencia, al dar espacio a lo más destacado de la escena musical nacional e internacional, además de comediantes e invitados especiales; lo que finalmente le daría la oportunidad de que los ejecutivos de Canal 13, lo colocaran ya de fijo en el espacio estelar del martes.
El primer cambio en la conducción se daría en marzo de 1988 con la salida de Santis a Televisión Nacional de Chile para la conducción del programa Porque hoy es sábado, por lo que entrarían como conductores del estelar, Raquel Argandoña y el locutor Javier Miranda.
Otro cambio en la conducción ocurrió en enero de 1989, ya que Raquel Argandoña había sido despedida de Canal 13 por unas declaraciones que hizo al periodista Manuel Santelices en la Revista Cosas en los que, comentó que sería madre “con o sin libreta” (que significaba que lo realizaría ‘'estando o no casada’'), pues en febrero de 1987 se había divorciado del expiloto de Fórmula 1, Eliseo Salazar. Entra en su lugar Cecilia Bolocco (que ganara en 1987 el concurso de Miss Universo), quien permanecería seis meses en la emisión, ya que luego emigró a Atlanta, Georgia para conducir un informativo de la cadena estadounidense CNN.
Al salir Cecilia Bolocco del programa en junio de 1990, entraría a la conducción Viviana Nunes, quien lo condujo hasta el final del mismo en 1995, salvo en 1992, que estuvo la actriz y animadora Pilar Cox, quien estuvo sólo en la temporada de invierno del programa por un problema que tuvo con Javier Miranda.
En octubre de 1992 ocurrieron varios cambios: salieron Miranda y Pilar Cox, entró al programa el comunicador Eduardo "Guayo" Riveros Behnke (que combinaba su participación en el programa con el noticiero de mediodía Teletarde) y retornaría al programa, Viviana Nunes a partir del primer ciclo de 1993, el cual se emitía desde el Teatro Teletón, ya que el Estudio 3 (hoy Estudio Gonzalo Bertrán) se usaba para la grabación de teleseries. Además ingresa el mítico director musical Horacio Saavedra, a hacerse cargo de la orquesta musical del estelar, a partir del primer ciclo de 1994. En el año 1995 el estelar retorna al Estudio 3 luego de 2 temporadas en el Teatro Teletón.
Sería en la última etapa del estelar (en 1995) que ocurriría el último cambio en la conducción del mismo: salió Eduardo Riveros, quien decidió dedicarse exclusivamente a su labor de conductor de noticias en Canal 13 y llegó desde La Red, Kike Morandé, quien le daría una renovación importante al programa, situación que no duraría mucho tiempo debido a que los índices de audiencia bajaron drásticamente, debido a que mucha gente consideraba que, aunque el programa era de su agrado, les parecía ‘'acartonado'’, por lo que, el 25 de julio de 1995, se dio por finalizada la emisión para dar paso a un nuevo estelar que comenzaría casi inmediatamente, teniendo como conductores a Morandé, Cecilia Bolocco y Álvaro Salas, el cual se llamaría Viva el Lunes, el cual debutó el 16 de octubre de ese año, y se prolongaría hasta el 5 de febrero de 2001.

## Miss Mundo Chile (1983-1990)
El segmento más importante del estelar Martes 13 fue la elección de la representante chilena al concurso Miss Mundo, que tenía su sede en la ciudad de Londres, hermosas mujeres desfilaron en el programa, cuyas ganadoras fueron Gina Alejandra Rovira Beyris (1983), María Soledad García Leinenweber (1984), Lydia Ana Labarca Birke (1985), Margot Elena Fuenzalida Montt (1986), Yasna Angélica Vukasovic Álvarez (1987), María Francisca Aldunate Sanhueza (1988), Claudia Alexandra Bahamonde Celis (1989) y María Isabel Jara Pizarro (1990). Posteriormente el concurso "Miss Mundo Chile" se fusionó con el clásico "Miss Chile" para "Miss Universo", saliendo de Martes 13 y realizándose en un programa especial.

## Una Canción para el Invierno (1984-1990)
Uno de los tantos concursos que nacieron en este programa, fue “Una canción para el invierno”, el cual fue convocado por la emisión y su principal patrocinador Nescafé, como una forma de motivar y darle promoción a los compositores y cantantes nacionales, los cuales fueron premiados con el codiciado "Cafeto de Oro", y tiempo después varios de esos temas alcanzaron enorme popularidad en el público y los medios de comunicación. 
Entre los temas ganadores del certamen tenemos “Entre paréntesis”, de autoría de Nino García y cantado por Gloria Simonetti en 1984; “Tiempo de Muñecas”, del autor e intérprete Gervasio, en 1985,  junto a “Ámame”, de Reinaldo Tomás Martínez, en la voz de Luis Jara, ya que hubo un empate; "Con una pala y un sombrero" del autor e intérprete Gervasio en 1986; "Se fue abril" interpretada por Paulina Magnere, Claudio Guzmán, y el grupo Pacífico en 1987; "Lo que me gusta de ti" de Hugo Aguilar en 1988; "Sorry My friend" de Luis Lebert en 1990.

## Invitados
Durante la emisión del programa se presentaron:
- Vanilla Ice
- Ace of Base
- Roxette
- Alain Delon
- Tiffany Darwish
- Eros Ramazzotti
- Juan Verdaguer
- Ámbar La Fox
- Laura Pausini
- Sabrina Salerno
- Salvatore Adamo
- José Feliciano
- Los Tres
- Chayanne
- Almendra Gomelsky
- Las Primas
- Soda Stereo
- Alberto Plaza
- Silvana Suárez
- Lucio Dalla
- Rafaella Carra
- Luz Casal
- Bertin Osborne
- Nicole
- Ariztía
- Camilo Sesto
- Mecano
- Juan Tamariz
- Tony Kamo
- Hugo Varela
- Sandy
- Technotronic
- Tito Puente e Hija
- Nana Mouskouri
- Parkinson
- Air Supply
- Virus
- Amanda Miguel
- The Sacados
- Pandora
- Ana Gabriel
- Angelica María
- Daniela Mercury
- Roberto Carlos
- Xuxa
- Os Paralamas do Sucesso
- Duo Dinámico
- José Vélez
- Isabel Pantoja
- Ángela Carrasco
- Raúl Vale
- Emmanuel
- Mijares
- Flans
- La Ley
- Jorge Yáñez y los Moros
- Proyecto Uno
- Armando Hernández
- La Sonora Dinamita
- Jordy Lemoine
- Miguel Bosé
- Los Jaivas
- Sandra
- Poison[1]
- Vilma Palma e Vampiros[2]
- Loco Mía
- Pimpinela
- Barry White
- Ana Belén
- Marta Sánchez
- Sandro
- Aparato Raro
- Charles Aznavour
- Los Ladrones Sueltos
- Juan Antonio Labra
- Franco de Vita
- Wilfrido Vargas
- José Luis Perales
- Hermanos Zabaleta
- Loreta Holloway
- Ricardo Cocciante
- Myriam Hernández
- Illapu
- Eduardo Gatti
- Aleste
- Ricky Martin
- Nydia Caro
- Christina y Los Subterráneos
- Laura Branigan
- Luis Jara
- Ricardo Arjona
- Joan Manuel Serrat
- Lola Flores
- Lolita
- Yuri
- Dionne Warwick
- B. B. King
- Los Enanitos Verdes
- Village People
- Pablo Ruiz
- Brigitte Nielsen
- Rosario
- Lucero
- Alejandra Guzmán
- Neil Sedaka
- María Conchita Alonso
- José José
- Ray Conniff
- Haddaway
- Joaquín Sabina
- Menudo
- a-ha
- Christopher Cross
- Maná
- Marco Del Freo
- Charly García
- Ferny
- Indecent Obsession
- Magneto
- El General
- Basilio
- Demis Roussos
- Gino Vanelli
- Azúcar Moreno
- Amistades Peligrosas
- Bonnie Tyler
- Al Bano & Romina Power
- Linear
- Upa!
- Sexual Democracia
- G.I.T.
- David Byrne
- Martha Wash
- Banda Blanca
- Sandra y Celeste
- Fito Páez
- Raphael
- Paloma San Basilio
- Celia Cruz
- Vikki Carr
- Grace Jones
- Rudy la Scala

## Patrocinador
- Nescafé (1983-1995)